# Raz, dwa, trzy (film 1961)
Raz, dwa, trzy (ang. One, Two, Three) – amerykańska komedia z 1961 roku w reżyserii Billy'ego Wildera. Scenariusz filmu powstał na motywach jednoaktówki Ferenca Molnára.

## Opis fabuły
C.R. MacNamara jest przedstawicielem handlowym Coca-Coli w Berlinie Zachodnim. Otrzymuje dość nietypowe zadanie: ma opiekować się 17-letnią Scarlett Hazeltine, córką swojego szefa, która przyjechała do miasta dwa tygodnie temu. Podczas wizyty w zachodniej części miasta, dziewczyna zakochała się. Ale jest pewien szkopuł: wybrankiem jej serca jest Otto Piffl – komunista z NRD. Młodych dzieli duży mur polityczny. MacNamara próbuje im pomóc.

## Obsada
- James Cagney – C.R. MacNamara
- Horst Buchholz – Otto Ludwig Piffl
- Pamela Tiffin – Scarlett Hazeltine
- Arlene Francis – Phyllis MacNamara
- Howard St. John – Wendell P. Hazeltine
- Hanns Lothar – Schlemmer
- Leon Askin – Peripetchikoff
- Ralf Wolter – Borodenko
- Karl Lieffen – Fritz
- Hubert von Meyerinck – hrabia  von Droste Schattenburg
- Loïs Bolton – Melanie Hazeltine
- Peter Capell – Mishkin

## Nagrody i nominacje
Oscary za rok 1961
- Najlepsze zdjęcia w filmie czarno-białym – Daniel L. Fapp (nominacja)

Złote Globy 1961
- Najlepsza komedia (nominacja)
- Najlepsza aktorka drugoplanowa - Pamela Tiffin (nominacja)